# 9226 Arimahiroshi
9226 Arimahiroshi este un asteroid din centura principală, descoperit pe 12 ianuarie 1996, de Takao Kobayashi.